# Leopoldina leopoldi
Leopoldina leopoldi is een beervlinder uit de familie van de spinneruilen (Erebidae). De wetenschappelijke naam werd gepubliceerd in 1934 door Hering.